# WCBS (AM)

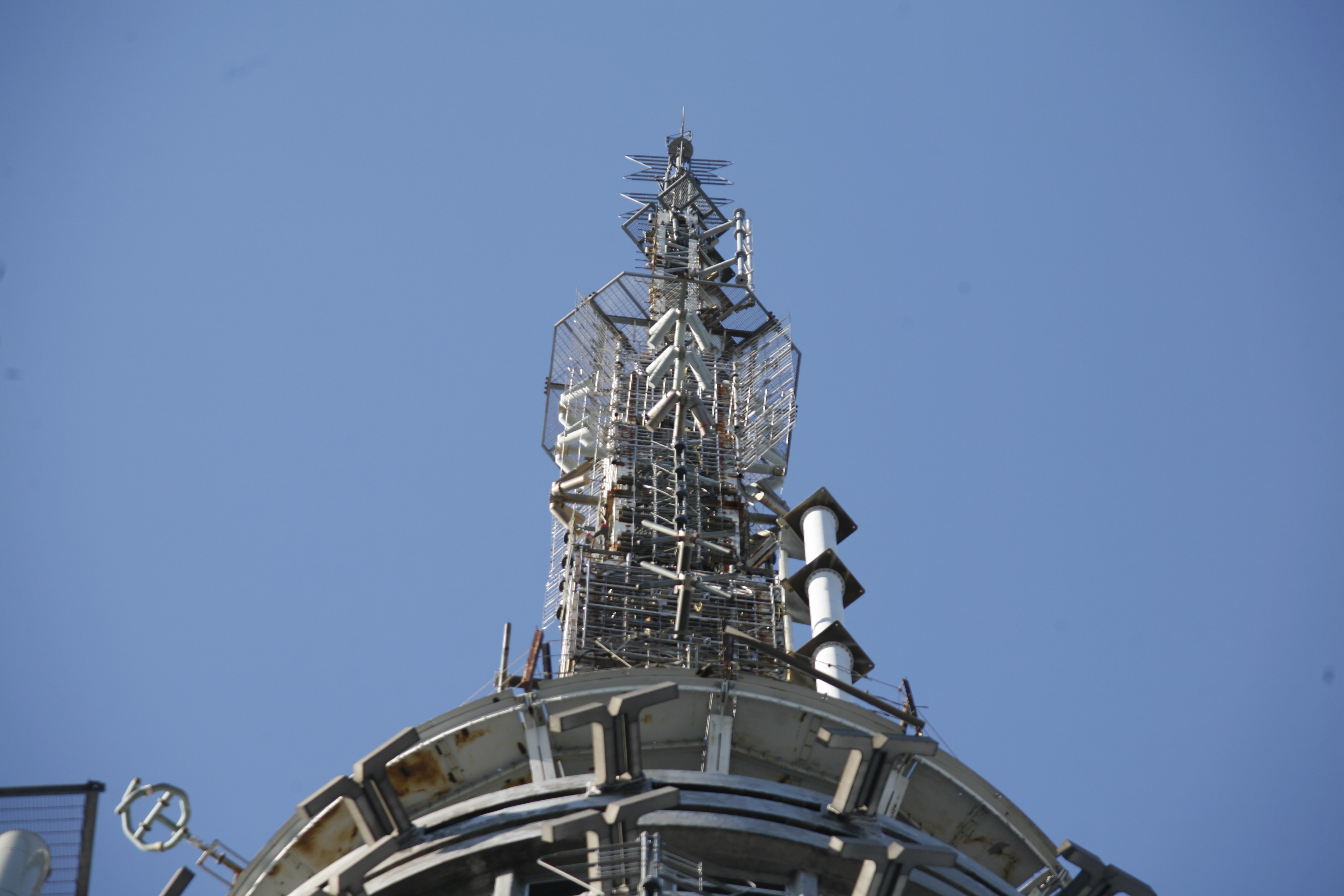

WCBS는 뉴욕에서 방송되는 CBS 라디오계열의 뉴스 중심의 중파 라디오 방송국이다. 브랜드명은 "WCBS Newsradio 880"이다. CBS 라디오 뉴스 네트워크에 속해있다.

## 역사
WCBS는 1924년 9월 20일에 개국한 WAHG를 시작으로 한다. 당시 경마와 요트 정보를 방송하는 최초의 상업 라디오 방송국 중 하나였다. 2년 후 1926년에 호출부호를 WABC로 변경(Atlantic Broadcasting Campany, 지금의 WABC (AM)과는 무관), 1928년에는 주파수를 970kHz로 옮겼다.
같은 해 CBS (미국의 방송사)에 인수되고 주파수를 860kHz로 변경하였다. 1941년에는 현재의 880kHz로 옮기고, 1946년 11월 2일에는 현재의 WCBS로 변경하였다.
1960년대까지는 뉴스 외에 음악, 오락 등 다양한 편성을 하였으나, 1960~70년대 이후로 뉴스 및 시사 위주의 편성으로 전환하였다.

## 채널 정보
- 주파수 880kHz, 콜사인 WCBS, 출력 50kW

## 자매 방송국
- 중파 방송 : WFAN, WINS
- FM 방송 : WCBS-FM, WFAN-FM, WBMP (FM), WWFS
- 텔레비전 방송 : WCBS-TV, WLNY-TV

## 같이 보기
- CBS (미국의 방송사)
- CBS 라디오
- CBS 뉴스 라디오